# Mondéjar
Mondéjar – gmina w Hiszpanii, w prowincji Guadalajara, w Kastylii-La Mancha, o powierzchni 48,43 km². W 2011 roku gmina liczyła 2750 mieszkańców.